# دواسة الدراجة الهوائية
مِدوَس أو مِدْوَاس أو دواسة الدراجة الهوائية أو البدال هو جزء من الدراجة يدفعه الراكب بقدمه لتمكين الدراجة من السير. توفر اتصال بين قدم الدراج وعجلة التروس المتصلة بالمرفق والسماح للساق بتحويل قوس محور الدوران لأسفل ودفع عجلات دراجة للأمام.

## معرض صور

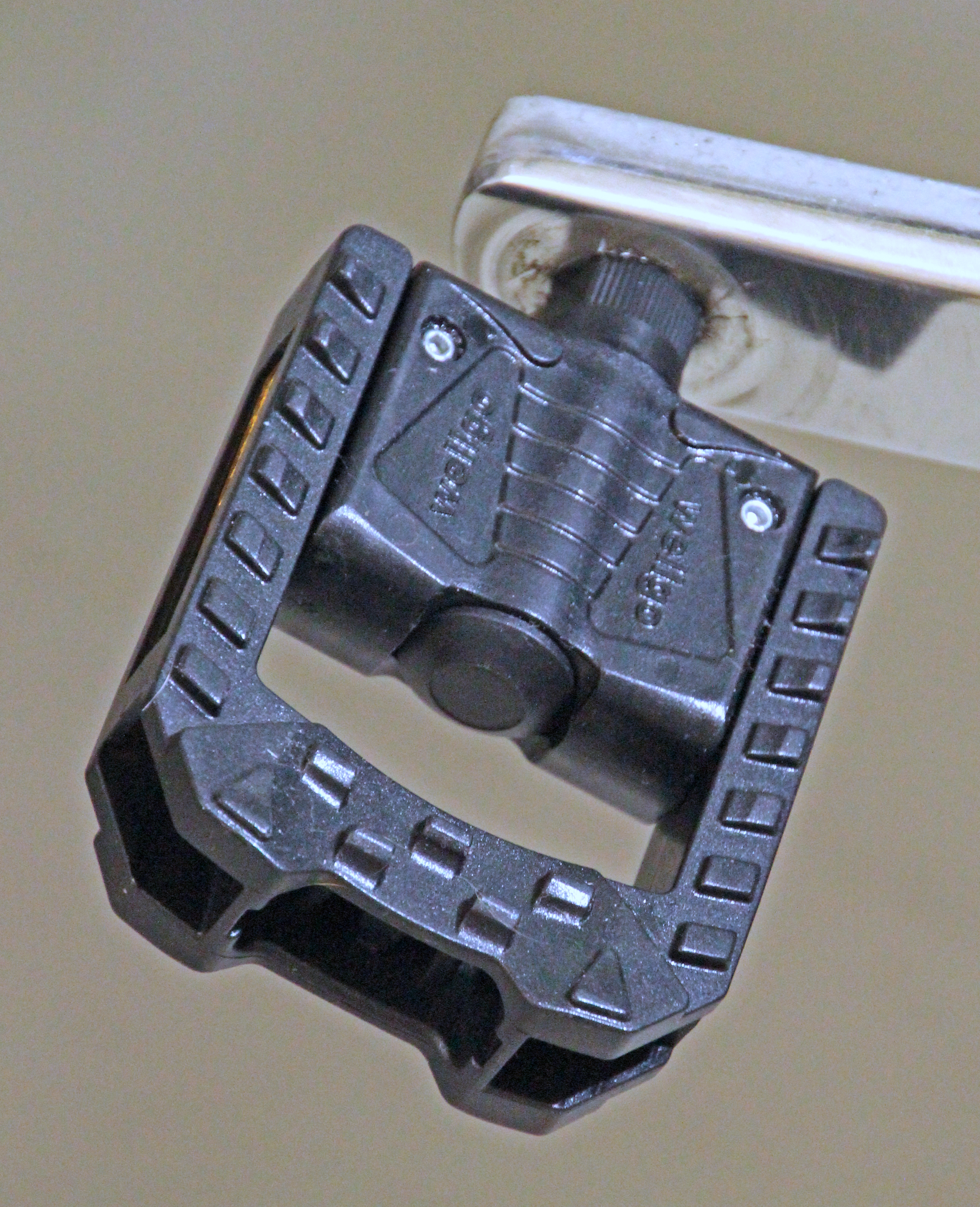
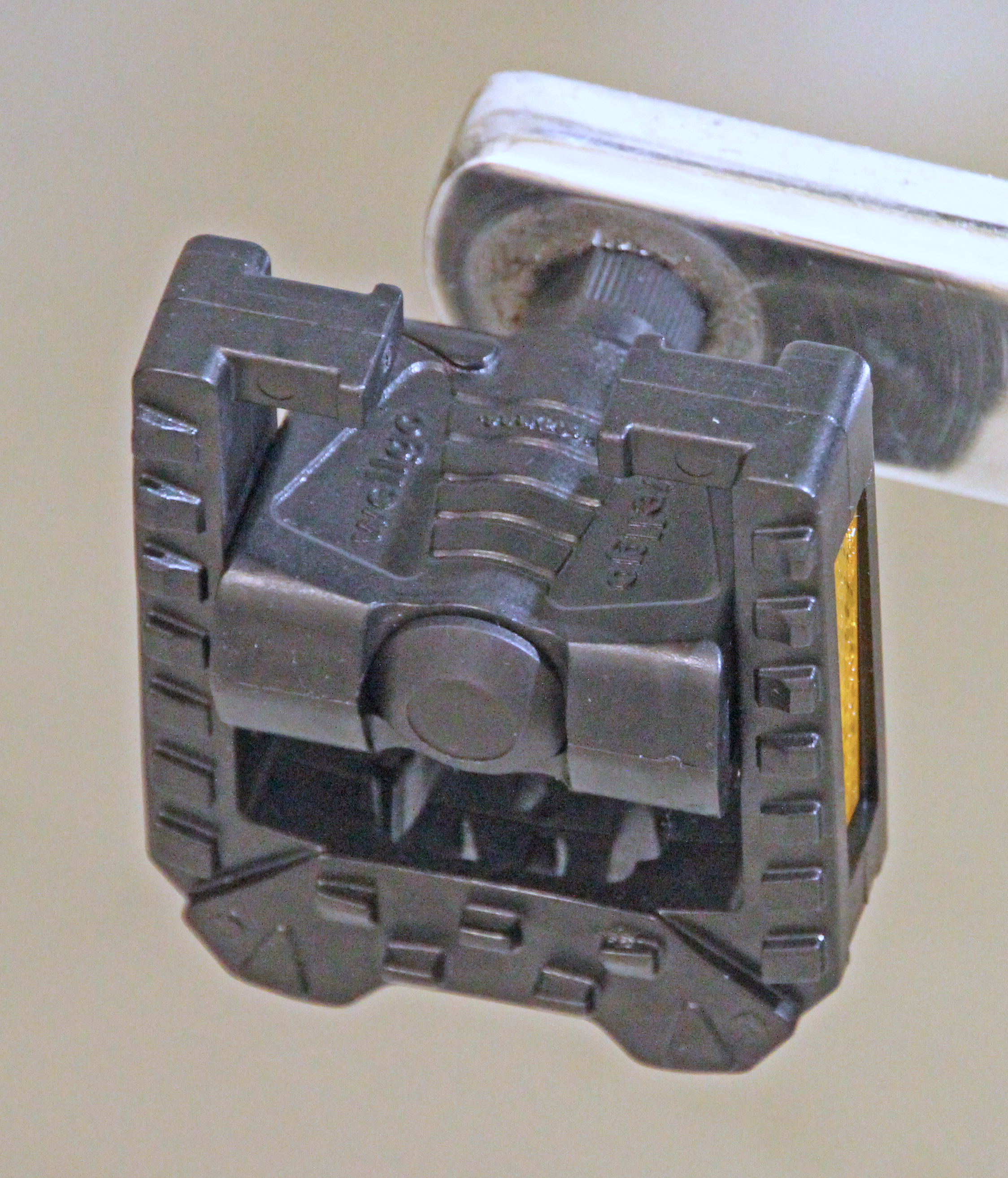
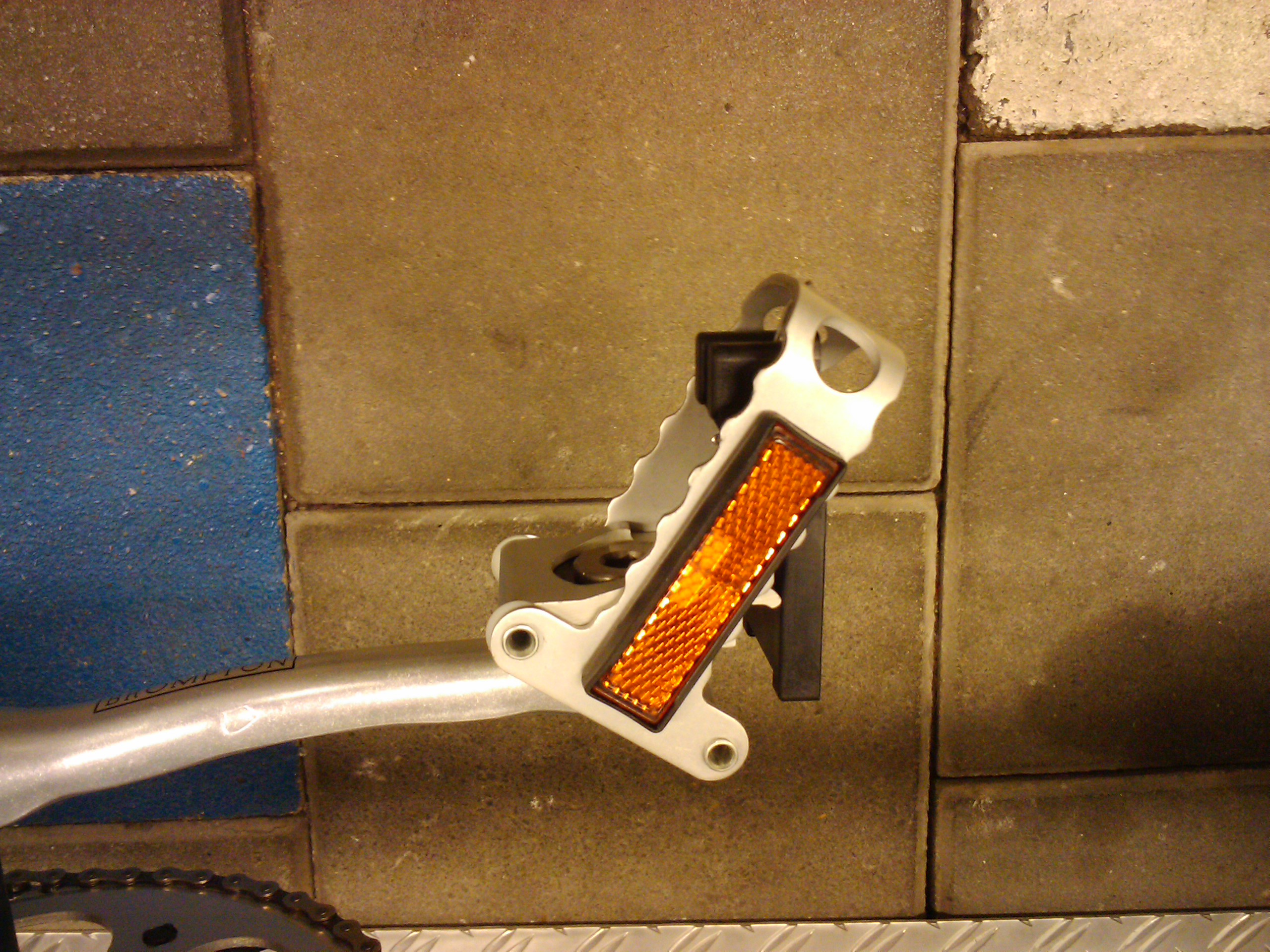